# Csukárpaka
Csukárpaka (szlovákul Čukárska Paka)  Nagypaka településrésze, 1940-ig önálló falu Szlovákiában, a Nagyszombati kerületben, a Dunaszerdahelyi járásban.

## Fekvése
Somorjától 6 km-re keletre, Nagypaka központjától 1,8 km-re délnyugatra.

## Története
1367-ben Kosok-i Péter fia Beke pozsonyi szolgabíró és fivére János, valamint Kosok-i Hegyes dictus Péter Miklós és László között felosztották Kyurth, Nyek, Vizkeleth, Takson birtokokon levő birtokrészüket és a Chukarpakaya birtokrészt.
Vályi András szerint "Csukár Páka. Magyar falu Posony Vármegyében, földes Urai külömbféle Uraságok, lakosai katolikusok, fekszik Bácsfához, és Somorjához is közel, határbéli földgye két nyomásbéli, kevés legelő mezején kivűl javai tsekélyek."
Fényes Elek szerint "Paka (Csukár), magyar falu, Poson vmegyében, ut. p. Somorjához 3 fertálynyira, 223 kath., 2 zsidó lak. F. u. Földes, s m. t. nemesek."
A trianoni békeszerződésig Pozsony vármegye Somorjai járásához tartozott.

## Népessége
1910-ben 179, túlnyomórészt magyar anyanyelvű lakosa volt.
2001-ben Nagypaka 676 lakosából 376 magyar és 286 szlovák volt.